# Place de l'Uruguay
La place de l'Uruguay est une voie située dans le quartier de Chaillot du 16e arrondissement de Paris.

## Situation et accès
La place de l'Uruguay est desservie à proximité par la ligne 6 à la station Kléber.

## Origine du nom
Elle porte le nom de la république de l'Uruguay en raison de la proximité de son ambassade.

## Historique
La place est créée et prend sa dénomination actuelle par un arrêté du 20 décembre 1961 sur l'emprise des voies qui la bordent.

## Bâtiments remarquables et lieux de mémoire
- La place accueille, depuis 1962, une sculpture représentant le buste du général Artigas[1], œuvre du sculpteur José Luis Zorrilla de San Martín.

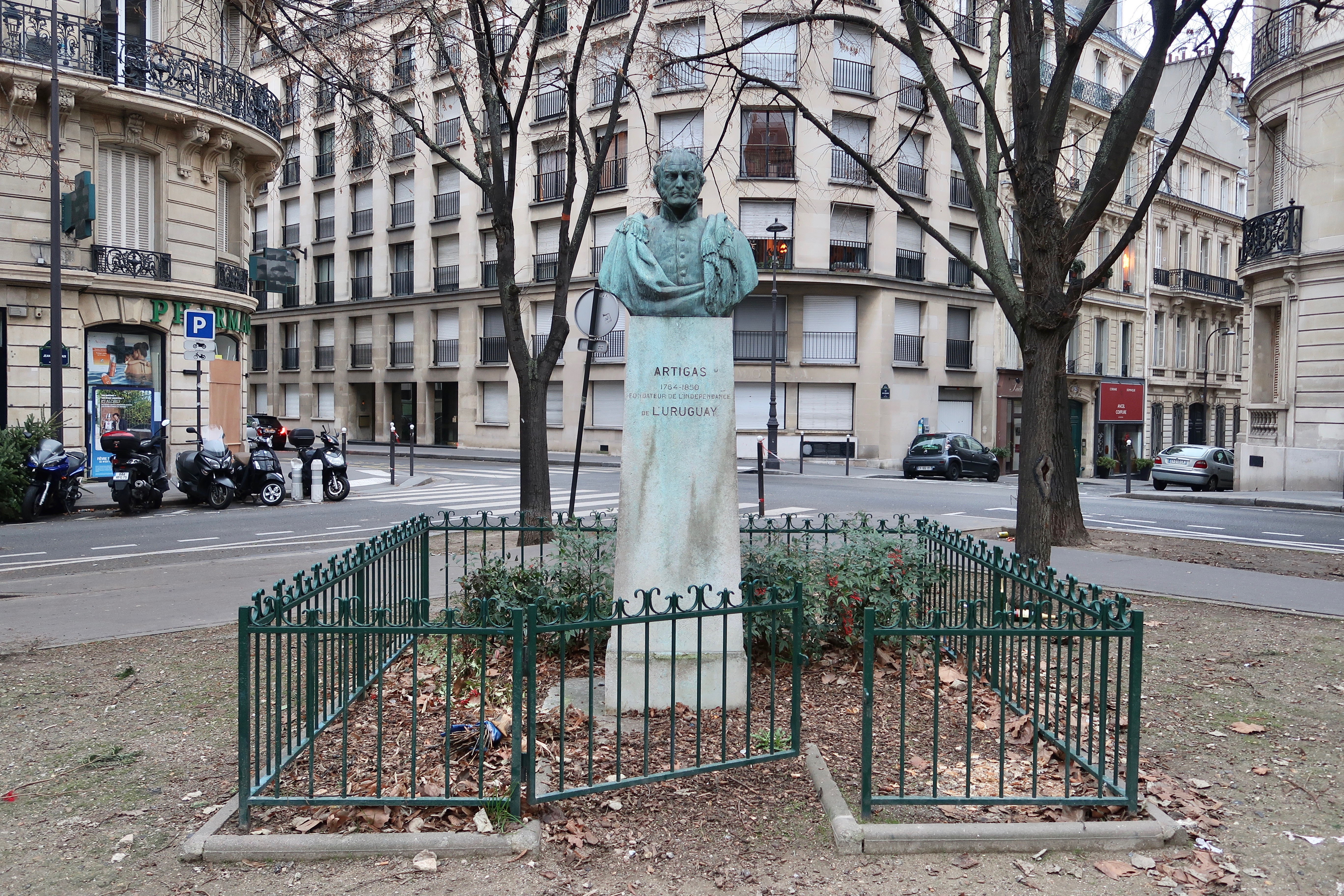
Buste de face.
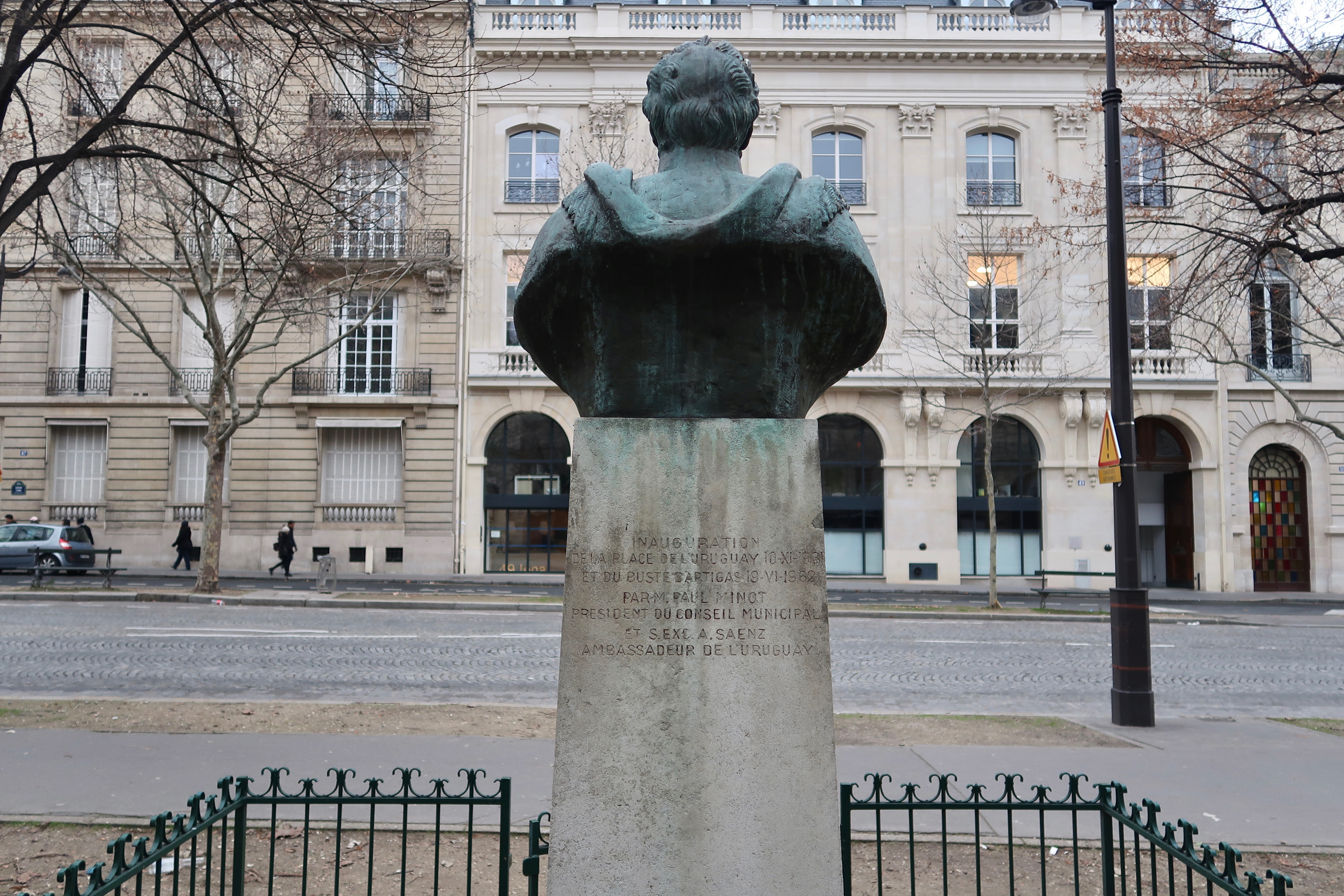
Buste de dos.